# Vandregisilo de Fontenelle
Vandregisilo, Wandon o Wandrille de Fontenelle (en latín Wandregisilius, en germánico Wandergisel; c. 600, Verdún - 22 de julio de 668, Saint-Wandrille-Rançon), fue un monje venerado como santo por la iglesia católica.

## Biografía
Vandregisilo proviene de una familia noble en Austrasia, es nieto de Waldrada, hermana de Pipino el Viejo.
Trabajó en la alta administración bajo el rey Dagoberto I y se casó a voluntad de sus padres alrededor del año 630, pero él y su esposa decidieron dedicarse a la vida monástica.
Vivió al comienzo de su vida monástica en el monasterio de Montfaucon (el monasterio de Montfaucon tuvo una existencia efímera y desapareció a principios del siglo IX). Distribuyó sus posesiones a los pobres y después de un tiempo hizo un sueño, después de lo cual decidió ir a Bobbio, en el norte de Italia, alrededor de 635 (la abadía de Bobbio fue fundada unos años antes por Columbano de Luxeuil en 614).
Su vida cenobítica era conocida por su abnegación y a veces recitaba su salterio en medio del invierno en un río para "luchar contra la tentación". Alrededor de 635 decidió huir de Bobbio, donde su fama comenzó a ser grande, quería ir a Irlanda, pero se detuvo en el camino y se instaló en el Macizo del Jura, en Romainmôtier-Envy, donde vivió en obediencia a un abad durante casi 10 años. Sus amigos del palacio, Ouen y Eloi (también pronto canonizados) no pudieron abandonar la corte hasta después de la muerte del rey Dagoberto I en 639. En 641, Ouen fue nombrado obispo de Rouen.
Vandregisilo se retiró cerca de este amigo. Luego se convirtió en diácono, luego en sacerdote, consagrado por Audomar, obispo de Therouanne. Vandregisilo luego evangelizó el campo de Rouen, que todavía era pagano en ese momento, pero deseaba continuar llevando una vida monástica. Luego se estableció en Fontenelle, en el bosque de Jumièges (un lugar que luego llevará su nombre, Saint-Wandrille-Rançon), donde fundó un monasterio el 1 de marzo de 649 con su sobrino Godon, abadía que se convirtió en la abadía de Saint-Wandrille. Su orden monástica se basaba en "unión, caridad y humildad". Vandregisilo expiró en su lecho de muerte: "asegúrate de nunca tener ninguna disensión entre ustedes".